# عماد سارة
عماد عبد الله سارة (21 نيسان 1968 في دمشق) صحفي وسياسي سوري شغل منصب وزير الإعلام في حكومتي عماد خميس وحسين عرنوس الأولى من 1 كانون الثاي 2018 إلى 9 آب 2021.
تخرج من كلية الإعلام في جامعة دمشق عام 1993. شغل سابقًا منصب مدير قناة الإخبارية السورية بين عامي 2011 و2016، ثم عُين مدير الهيئة العامة للإذاعة والتلفزيون السورية بين عامي 2016 و2017، ثم أُقيل من منصبه وتم تعيين حبيب سلمان، ليتم بعدها طي القرار السابق. و يصدر قرار بتعيينه وزيرًا للإعلام في 1 يناير 2018 خلفًا لمحمد رامز ترجمان.